# Nicklas Helenius
Nicklas Helenius Jensen (Svenstrup, 8 maggio 1991) è un calciatore danese, attaccante dell'Aalborg.

## Carriera

### Club

#### Aalborg
Esordisce in prima squadra nel 2009 nell'Aalborg segnando complessivamente 35 gol in 95 partite di campionato.

#### Aston Villa
Il 17 giugno 2013 firma un triennale con l'Aston Villa, squadra militante in Premier League. Il successivo 24 agosto esordisce in Premier League, giocando gli ultimi 7 minuti della partita persa per 1-0 in casa contro il Liverpool; il 28 agosto fa invece il suo esordio nella Coppa di Lega inglese. Il 4 gennaio 2014 segna il suo primo gol con la maglia della squadra inglese, segnando il gol del momentaneo 1-1 nella partita di FA Cup persa in casa per 2-1 contro lo Sheffield.

#### Ritorno all'Aalborg e prestito al Paderborn
Il 9 luglio 2014 fa ritorno all'Aalborg con la formula del prestito annuale; fine stagione viene riscattato dal club danese, che il 1º febbraio 2016 lo cede in prestito al Paderborn.

### Nazionale
Tra il 2010 ed il 2011 ha giocato alcune partite amichevoli con l'Under-20; in seguito, ha anche giocato 11 partite con la nazionale Under-21 del suo Paese, segnando anche 4 gol.
Il 15 agosto 2012 esordisce con la nazionale maggiore in un'amichevole persa per 3-1 contro la Slovacchia; sempre nel medesimo anno gioca la sua seconda (ed ultima) partita in nazionale, subentrando dalla panchina in un'altra partita amichevole, questa volta con la Turchia.

## Statistiche

### Cronologia presenze e reti in nazionale
| Cronologia completa delle presenze e delle reti in nazionale ― Danimarca | Cronologia completa delle presenze e delle reti in nazionale ― Danimarca | Cronologia completa delle presenze e delle reti in nazionale ― Danimarca | Cronologia completa delle presenze e delle reti in nazionale ― Danimarca | Cronologia completa delle presenze e delle reti in nazionale ― Danimarca | Cronologia completa delle presenze e delle reti in nazionale ― Danimarca | Cronologia completa delle presenze e delle reti in nazionale ― Danimarca | Cronologia completa delle presenze e delle reti in nazionale ― Danimarca |
| Data                                                                     | Città                                                                    | In casa                                                                  | Risultato                                                                | Ospiti                                                                   | Competizione                                                             | Reti                                                                     | Note                                                                     |
| ------------------------------------------------------------------------ | ------------------------------------------------------------------------ | ------------------------------------------------------------------------ | ------------------------------------------------------------------------ | ------------------------------------------------------------------------ | ------------------------------------------------------------------------ | ------------------------------------------------------------------------ | ------------------------------------------------------------------------ |
| 15-8-2012                                                                | Odense                                                                   | Danimarca                                                                | 1 – 3                                                                    | Slovacchia                                                               | Amichevole                                                               | -                                                                        | 46’                                                                      |
| 14-11-2012                                                               | Istanbul                                                                 | Turchia                                                                  | 1 – 1                                                                    | Danimarca                                                                | Amichevole                                                               | 1                                                                        | 76’                                                                      |
| Totale                                                                   |                                                                          | Presenze                                                                 | 2                                                                        |                                                                          | Reti                                                                     | 1                                                                        |                                                                          |

## Palmarès

### Individuale
- Capocannoniere del campionato danese: 1

2021-2022 (16 reti)